# Lloyd Corrigan
Lloyd Corrigan (San Francisco, 16 ottobre 1900 – Woodland Hills, 5 novembre 1969) è stato un attore, regista e sceneggiatore statunitense.

## Biografia
Figlio dell'attrice canadese Lillian Elliott, Lloyd Corrigan lavorò negli anni trenta come regista, girando poco più di una dozzina di film. Firmò come sceneggiatore 27 pellicole e interpretò, dal 1925 al 1967, ben 162 ruoli soprattutto al cinema, ma anche, dal 1950, in televisione.
È conosciuto soprattutto per aver diretto Il pirata ballerino del 1936, presentato come il primo film musicale girato interamente in technicolor. Come sceneggiatore, collaborò principalmente - nel periodo del cinema muto - con il regista Clarence G. Badger.
In televisione, Lloyd Corrigan ha partecipato a 56 serie tv tra il 1952 e il 1966, soprattutto di genere western.
A teatro, recitò a Broadway una sola volta nel 1933, nella commedia Her Man of Wax, una messa in scena di Arthur Lubin, futuro regista cinematografico.

## Filmografia

### Regista
- Follow Thru (1930)
- Along Came Youth (1930)
- La figlia di Fu Manchu (Daughter of the Dragon) (1931)
- Beloved Bachelor (1931)
- No One Man (1932)
- The Broken Wing (1932)
- He Learned About Women (1933)
- La Cucaracha (1934)
- By Your Leave (1934)
- Murder on a Honeymoon (1935)
- Il pirata ballerino (Dancing Pirate) (1936)
- La chiave misteriosa (Night Key) (1937)
- Lady Behave! (1937)

### Sceneggiatore
- Hands Up!, regia di Clarence G. Badger (1926)
- Miss Brewster's Millions, regia di Clarence G. Badger (1926)
- Wet Paint, regia di Arthur Rosson (1926)
- The Campus Flirt, regia di Clarence G. Badger (1926)
- Señorita, regia di Clarence G. Badger (1927)
- Wedding Bill$, regia di Erle C. Kenton (1927)
- La scuola delle sirene (Swim Girl, Swim), regia di Clarence G. Badger (1927)
- She's a Sheik, regia di Clarence G. Badger (1927)
- Quello che donna vuole... (Red Hair), regia di Clarence G. Badger (1928)
- La miniera di bebè (The Fifty-Fifty Gir), regia di Clarence G. Badger (1928)
- La rivincita di Fanny (Hot News), regia di Clarence G. Badger - adattamento (1928)
- What a Night!, regia di A. Edward Sutherland (1928)
- Il drago rosso (The Mysterious Dr. Fu Manchu), regia di Rowland V. Lee (non accreditato) (1929)
- Lui, lei, l'altra (The Saturday Night Kid), regia di A. Edward Sutherland (1929)
- Sweetie, regia di Frank Tuttle (1929)
- The Return of Dr. Fu Manchu, regia di Rowland V. Lee (1930)
- Anybody's War, regia di Richard Wallace (1930)
- Follow Thru, regia di Lloyd Corrigan e Laurence Schwab (1930)
- Dude Ranch, regia di Frank Tuttle (1931)
- The Lawyer's Secret, regia di Louis J. Gasnier e Max Marcin - sceneggiatura (1931)
- La figlia di Fu Manchu (Daughter of the Dragon), regia di Lloyd Corrigan (1931)
- He Learned About Women, regia di Lloyd Corrigan (1933)
- La Cucaracha, regia di Lloyd Corrigan (1934)
- Hold 'Em Navy di Kurt Neumann (1937)
- Campus Confessions di George Archainbaud (1938)
- Touchdown, Army di Kurt Neumann (1939)
- Night Work di George Archainbaud (1939)

### Attore
- The Splendid Crime, regia di William C. de Mille (1925)
- Cosetta (It), co-regia Clarence G. Badger e, non accreditato, Josef von Sternberg (1927)
- The Great Commandment, regia di Irving Pichel (1939)
- High School, regia di George Nichols Jr. (1940)
- Tom Edison giovane (Young Tom Edison), regia di Norman Taurog (1940)
- Seduzione (The Lady in Question), regia di Charles Vidor (1940)
- Il disertore (Lucky Jordan), regia di Frank Tuttle (1942)
- Hitler's Children, regia di Edward Dmytryk e, non accreditato, Irving Reis (1943)
- Tarzan contro i mostri (Tarzan's Desert Mystery), regia di Wilhelm Thiele (1943)
- La taverna delle stelle (Stage Door Canteen), regia di Frank Borzage (1943)
- L'uomo ombra torna a casa (The Thin Man Goes Home), regia di Richard Thorpe (1945)
- Il figlio di Robin Hood (The Bandit of Sherwood Forest), regia di Henry Levin e George Sherman (1946)
- Bagliore a mezzogiorno (Blaze of Noon), regia di John Farrow (1947)
- Così sono le donne (A Date with Judy), regia di Richard Thorpe (1948)
- La sposa ribelle (The Bride Goes Wild), regia di Norman Taurog (1948)
- Bill sei grande! (When Willie Comes Marching Home), regia di John Ford (1950)
- Irma va a Hollywood (My Friend Irma Goes West), regia di Hal Walker (1950)

## Doppiatori italiani
- Mario Besesti in Irma va a Hollywood